# Imaginární hospoda
Imaginární hospoda (1986) je malá deska, která obsahuje po jedné písni Slávka Janouška, Karla Plíhala a Nerezu nahrané při společném pražském koncertě 13. ledna 1986.

## Seznam písní
1. Budem spolu žít (Zdeněk Vřešťál)
2. Myš (Karel Plíhal)
3. Imaginární hospoda (Slávek Janoušek)

## Obsazení
- Zuzana Navarová – zpěv (1, 3), congo (1), triangl (2)
- Slávek Janoušek – zpěv (3), kytara (3), ago´go (1, 2)
- Karel Plíhal – zpěv (2, 3), kytara (1–3)
- Vít Sázavský – zpěv (1, 3), kytara (1–3)
- Zdeněk Vřešťál – zpěv (1, 3), kytara (1), rejže (2)
- Vladimír Vytiska – kontrabas (1–3)